# Nathan Saliba
Nathan-Dylan Saliba (Longueuil, 7 de febrero de 2004) es un futbolista canadiense que juega en la demarcación de centrocampista para el R. S. C. Anderlecht de la Primera División de Bélgica.

## Selección nacional
Tras jugar en las categorías inferiores de la selección, finalmente el 7 de septiembre de 2024 debutó con la selección de fútbol de Canadá en un encuentro amistoso contra Estados Unidos que finalizó con un resultado de 1-2 a favor del combinado canadiense tras el gol de Luca de la Torre para Estados Unidos, y de Jacob Shaffelburg y Jonathan David para el combinado canadiense.

## Clubes
| Club                | País    | Año       | Partidos | Goles |
| ------------------- | ------- | --------- | -------- | ----- |
| CF Montréal         | Canadá  | 2023-2025 | 78       | 2     |
| R. S. C. Anderlecht | Bélgica | 2025-     | 7        | 2     |